# Compost d'emmotllament de làmina
El compost d'emmotllament de làmina (SMC) o el compost d'emmotllament de làmina és un material de polièster reforçat amb fibra de vidre llest per modelar que s'utilitza principalment en l'emmotllament per compressió. El full es subministra en rotllos de fins a 1000 kg. Alternativament, la resina i els materials relacionats es poden barrejar in situ quan un productor vulgui un major control sobre la química i el farcit.
SMC és alhora un material compost de procés i reforçat. Es fabrica dispersant fils llargs (normalment > 1 ") de fibra picada, habitualment fibres de vidre o fibres de carboni en un bany de resina termoestables (normalment resina de polièster, resina de vinil èster o resina epoxi). Les fibres més llargues en SMC donen com a resultat millors propietats de resistència que els productes estàndard de compostos d'emmotllament a granel (BMC). Les aplicacions típiques inclouen aplicacions elèctriques exigents, necessitats resistents a la corrosió, components estructurals a baix cost, automoció i trànsit.

## Procés
El dipòsit de pasta dispensa una quantitat mesurada de pasta de resina especificada sobre una pel·lícula de suport de plàstic. Aquesta pel·lícula portadora passa per sota d'un picador que talla les fibres a la superfície. Un cop aquests s'han desplaçat a través de la profunditat de la pasta de resina, s'hi afegeix una altra làmina per sobre que empaca el got. Les làmines es compacten i després s'introdueixen en un rotlle de recollida, que serveix per emmagatzemar el producte mentre madura. Posteriorment s'elimina la pel·lícula portadora i el material es talla en càrregues. Depenent de quina forma sigui necessària, determina la forma de la càrrega i la matriu d'acer a la qual s'afegeix. La calor i la pressió actuen sobre la càrrega i, un cop curada, aquesta es retira del motlle com a producte acabat. Els farcits redueixen el pes i canvien les propietats físiques, normalment afegint força. Els reptes de producció inclouen mullar el farciment, que podria consistir en microesferes de vidre o fibres alineades en lloc de fibres tallades a l'atzar; ajustar la temperatura i la pressió de la matriu per proporcionar la geometria adequada; i ajustar la química a l'ús final.

## Avantatges
En comparació amb mètodes similars, SMC es beneficia d'una capacitat de producció molt alta, una excel·lent reproductibilitat de les peces, és rendible, ja que els baixos requisits de mà d'obra per nivell de producció són molt bons i la ferralla de la indústria es redueix substancialment. La reducció de pes, a causa dels requisits dimensionals més baixos i per la capacitat de consolidar moltes peces en una, també és avantatjosa. El nivell de flexibilitat també supera molts processos homòlegs.

## Propietats físiques
Les propietats varien segons els tipus de farciment i resina, amb els compostos que utilitzen fibres alineades (especialment fibres llargues) que estan subjectes a una anisotropia més gran. Els rangs típics es mostren a continuació.
| Densitat                                               | 1.1–2.0 g/cm3 (69–125 lb/cu ft) |
| Força d'impacte                                        | 4–11 J/cm (7–21 ft·lbf/in)      |
| Resistència a la flexió                                | 120–230 MPa (17–33 ksi)         |
| Mòdul de flexió                                        | 10–15 GPa (1,500–2,200 ksi)     |
| Resistència a la tracció                               | 55–125 MPa (8–18 ksi)           |
| Mòdul de tracció                                       | 7–14 GPa (1,000–2,000 ksi)      |
| Resistència a la compressió                            | 130–220 MPa (19–32 ksi)         |
| Temperatura de desviació de calor a 1.82 MPa (264 psi) | 200–260 °C (392–500 °F)         |
| Temperatura de deflexió de calor a 0.455 MPa (66 psi)  | 115–180 °C (239–356 °F)         |
| Temperatura de curat                                   | 80–150 °C (176–302 °F)          |